# Lager (mechanica)

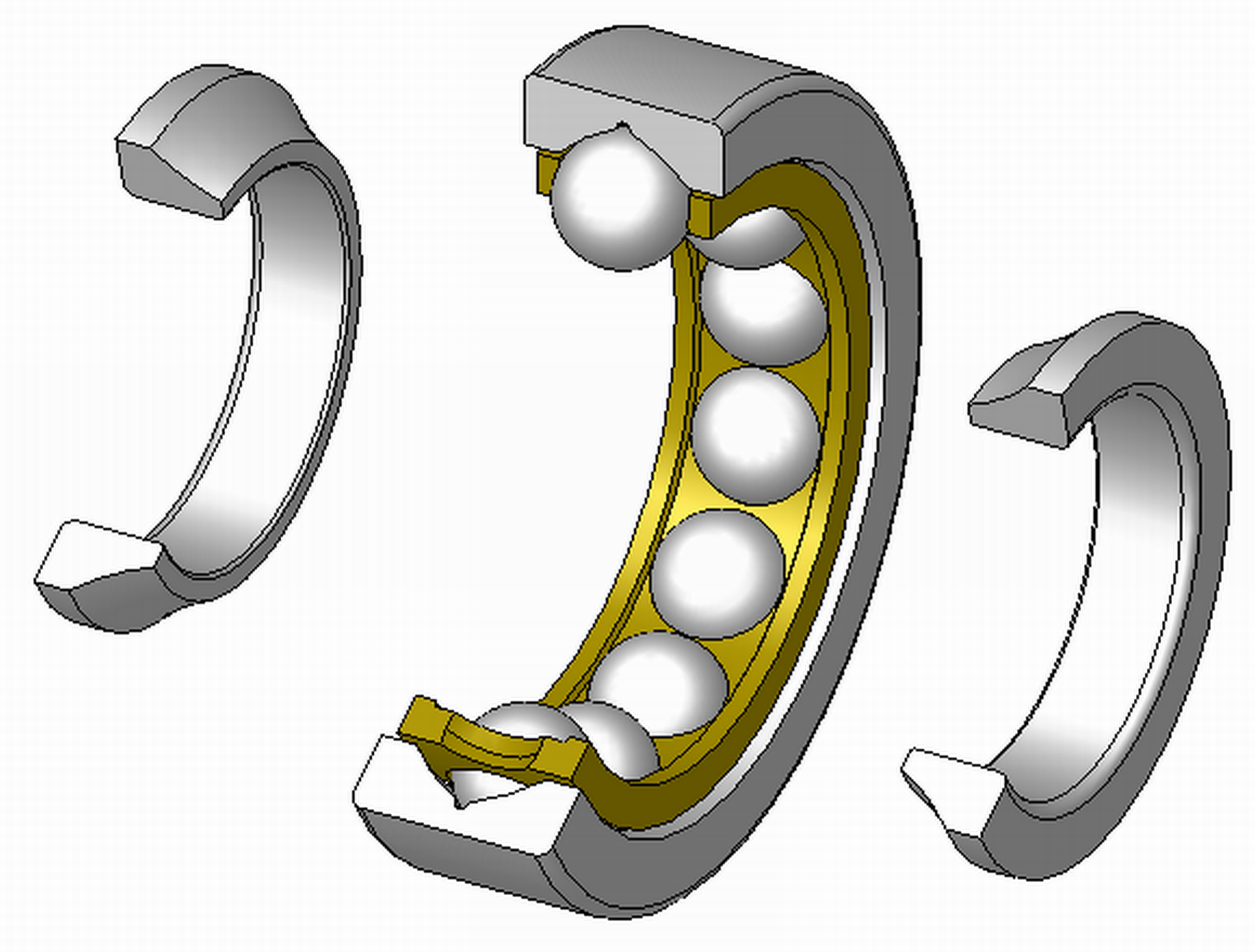
Een voorbeeld van een kogellager

Een lager (leger, asblok, kussenblok, draagpot) is een machine-onderdeel waar een as of astap in draait. Een belangrijke taak van een lager is het verlagen van de wrijving tussen de verschillende onderdelen. De beweging is meestal een rotatie maar kan ook een lineaire beweging zijn. Lagers worden onderverdeeld in verschillende soorten op basis van hun vorm of bewegingsrichting. De kogellager is veruit de bekendste soort lager.

## Wrijving
Lagers met een lage wrijving zijn vaak belangrijk voor efficiëntie, om hoge snelheden te halen en om slijtage te verminderen. Een lager kan wrijving verminderen door zijn vorm, materiaal of middels vloeistof of gas.
- Vorm, hierbij worden kogels en rollers gebruikt.
- Materiaal, sommige lagers zijn gemaakt van een materiaal met lage oppervlaktewrijving.
- Vloeistof of gas, maakt gebruik van de lage viscositeit van vloeistoffen en gassen zoals een glijmiddel. Door deze vloeistof wrijven de twee vaste onderdelen van de constructie niet tegen elkaar.
- Elektromagnetisch veld.

Er bestaan ook combinaties van deze constructies.

## Belasting
Lagers kunnen op de volgende manieren krachten opnemen:
- Radiale kracht (belasting loodrecht op de as)
- Axiale kracht (belasting in de lengterichting van de as)
- Rad-axiale krachten (gecombineerde belastingen)

## Geschiedenis en ontwikkeling

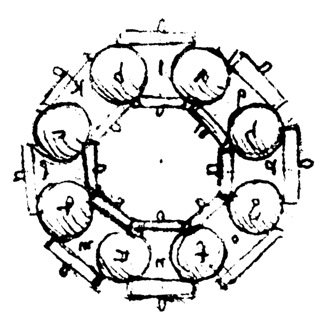
Tekening van een lager door Leonardo da Vinci

Een oud type van een lager was een constructie van boomstammen, die onder een slee werden gelegd. Deze technologie is mogelijk al zo oud als de constructie van de Piramiden van Gizeh, maar hiervoor is geen bewijs. 
De eerste rollende lagers waren gemaakt van hout, maar keramiek, saffier of glas konden ook worden gebruikt. Ook steen werd ooit gebruikt. Een voorbeeld is een zakhorloge waarin steentjes werden gebruikt om wrijving tussen de onderdelen te verminderen. Tegenwoordig is metaal gebruikelijk. 
De simpelste vorm van een draaiende lager is een lager dat bestaat uit een cilinder tussen een wiel en de as van dit wiel. Dit was de voorloper van het kogellager, waarbij een aantal kogeltjes de plaats van de ring innamen. Een oud voorbeeld van een houten kogellager, dat een draaiende tafel ondersteunde, werd gevonden in de resten van een Romeins Nemischip in het Nemimeer in Italië. Deze wrakstukken dateren van 40 v.Chr. Leonardo da Vinci zou reeds rond het jaar 1500 een soort voorloper van het kogellager beschreven hebben; van Galileo is een beschrijving bekend uit de periode 1600 en 1610. Een van de problemen van dit type lager is dat de bolvormige kogels tegen elkaar kunnen schuren en zo extra wrijving veroorzaken, maar dit kon worden opgelost door de kogels in een kooi te stoppen. Het eerste bruikbare kogellager werd uitgevonden tussen 1740 en 1750 door John Harrison voor zijn H3 marine timekeeper, een voor die tijd extreem nauwkeurige klok voor navigatiedoeleinden. Het eerste patent op een kogellager werd verleend aan Philip Vaughan van Carmarthen in 1794.  
De creatie van de moderne versie van het kogellager wordt toegeschreven aan Sven Wingquist van het Zweedse SKF (kogellagerfabrikant) in 1907.

## Soorten lagers
Enkele type lagers zijn:
- Glijlager
- Kogellager
- Magneetlager
- Naaldlager
- Cilinderlager
- Diabololager
- Kegellager
- Tonlager
- Axiaallager (taatslager op het einde van een as, kraaglager tussen een doorlopende as)
- Spiraalgroeflager
- Hoekcontactlager
- CARB lager

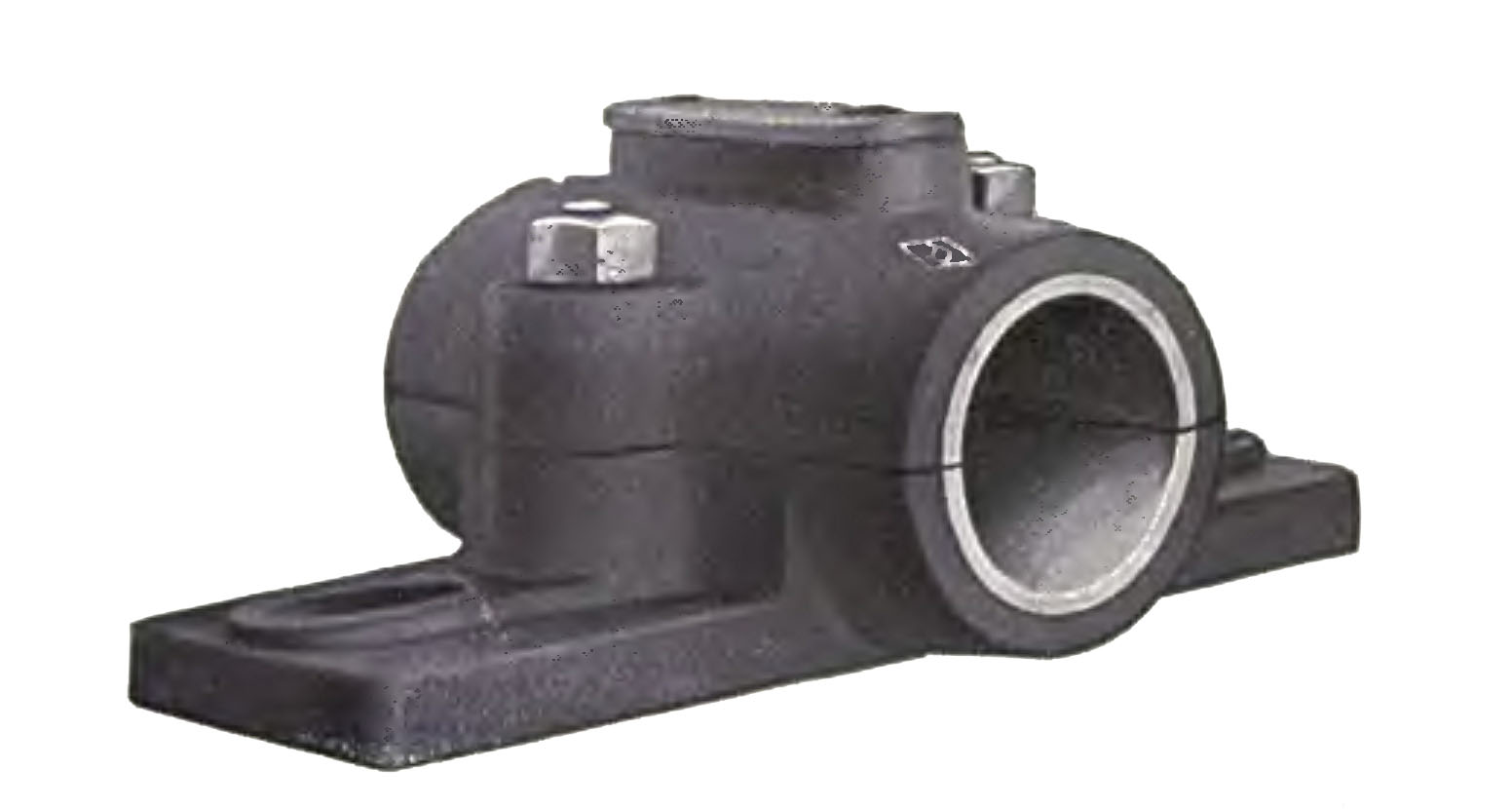
Glijlager
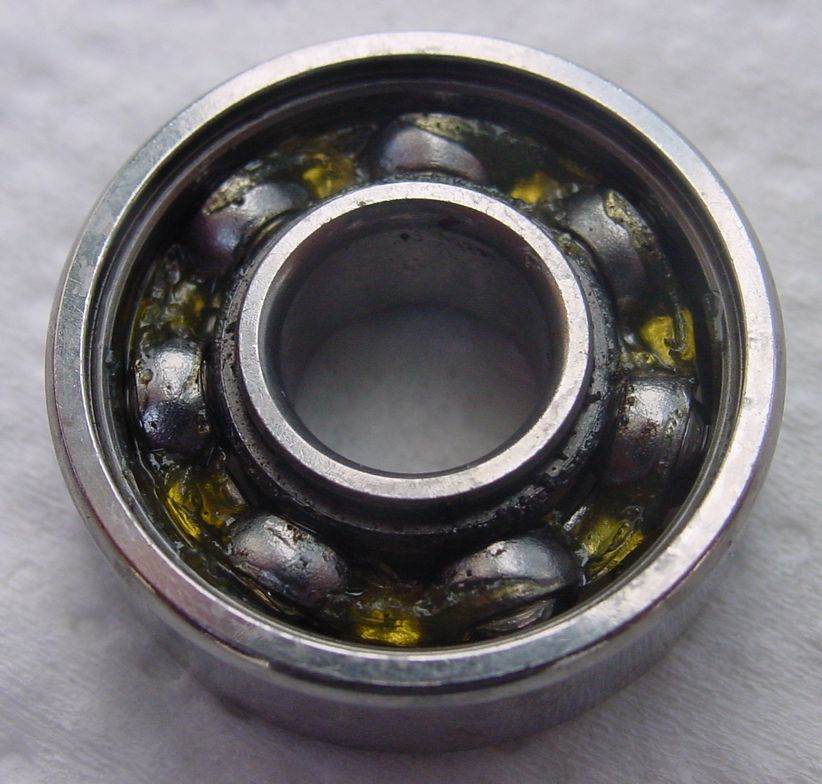
Kogellager
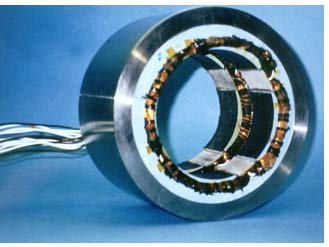
Magneetlager
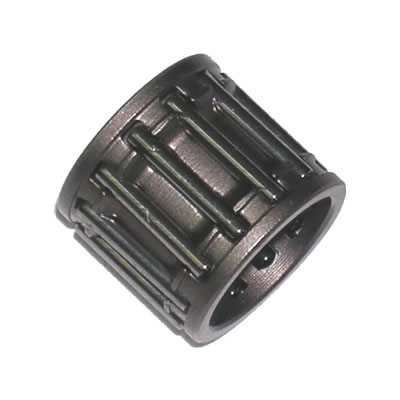
Naaldlager
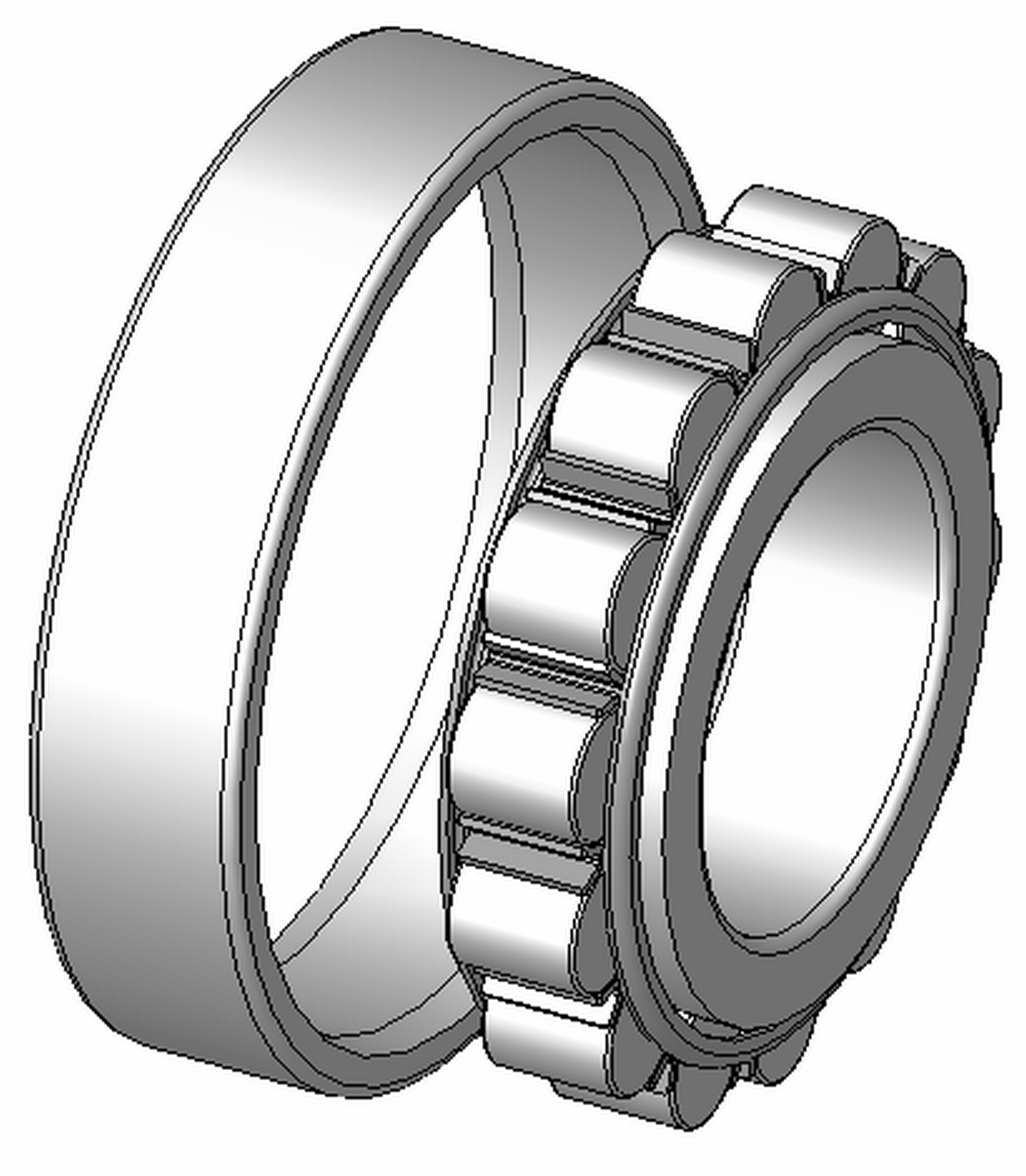
Cilinderlager
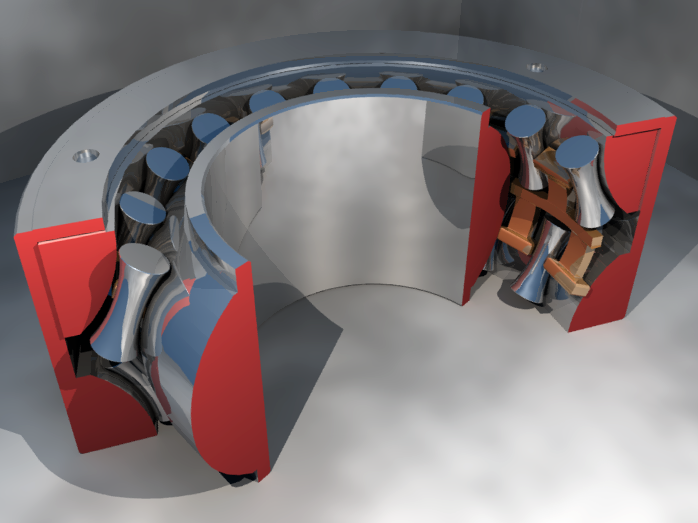
Diabololager
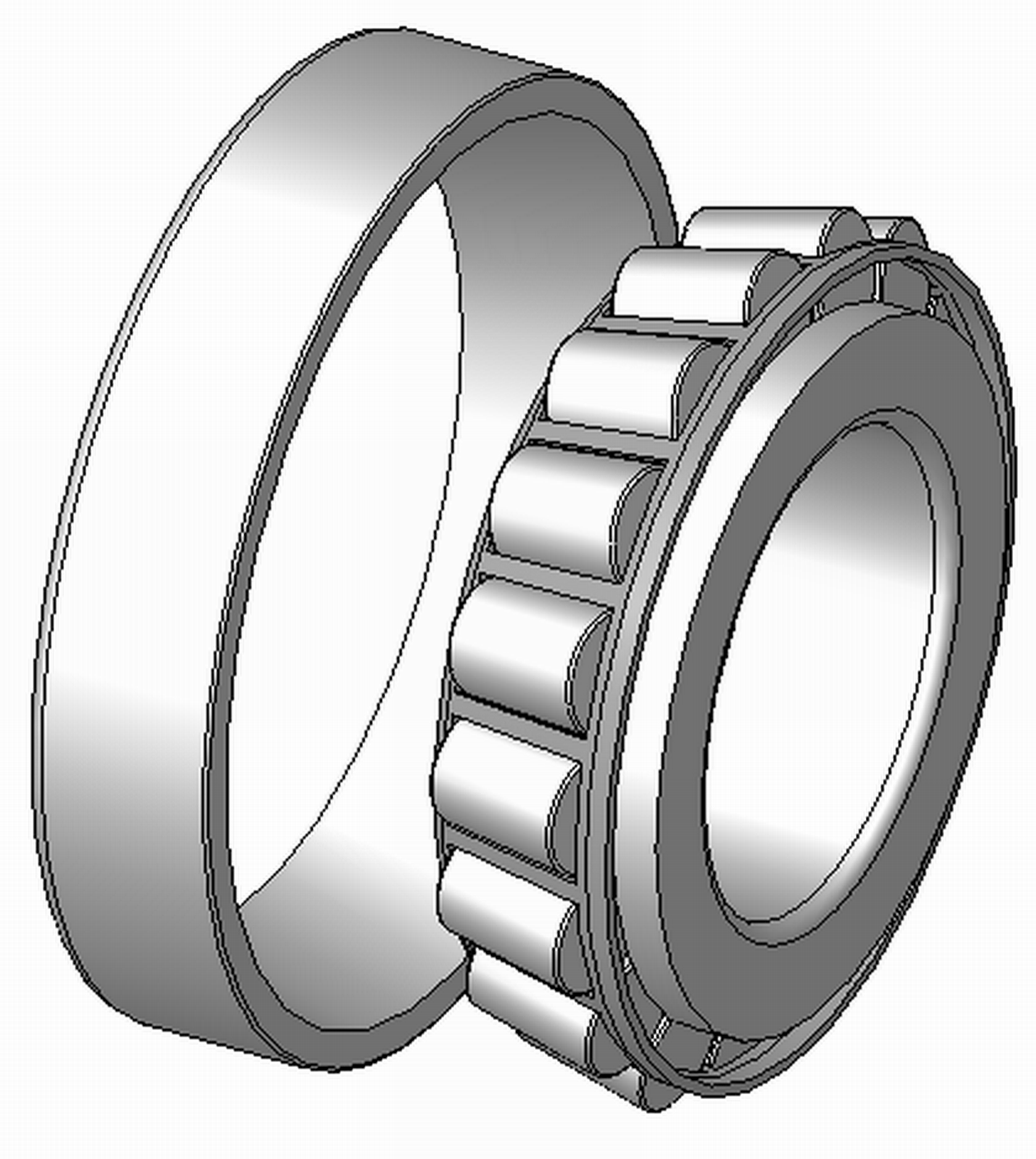
Kegellager
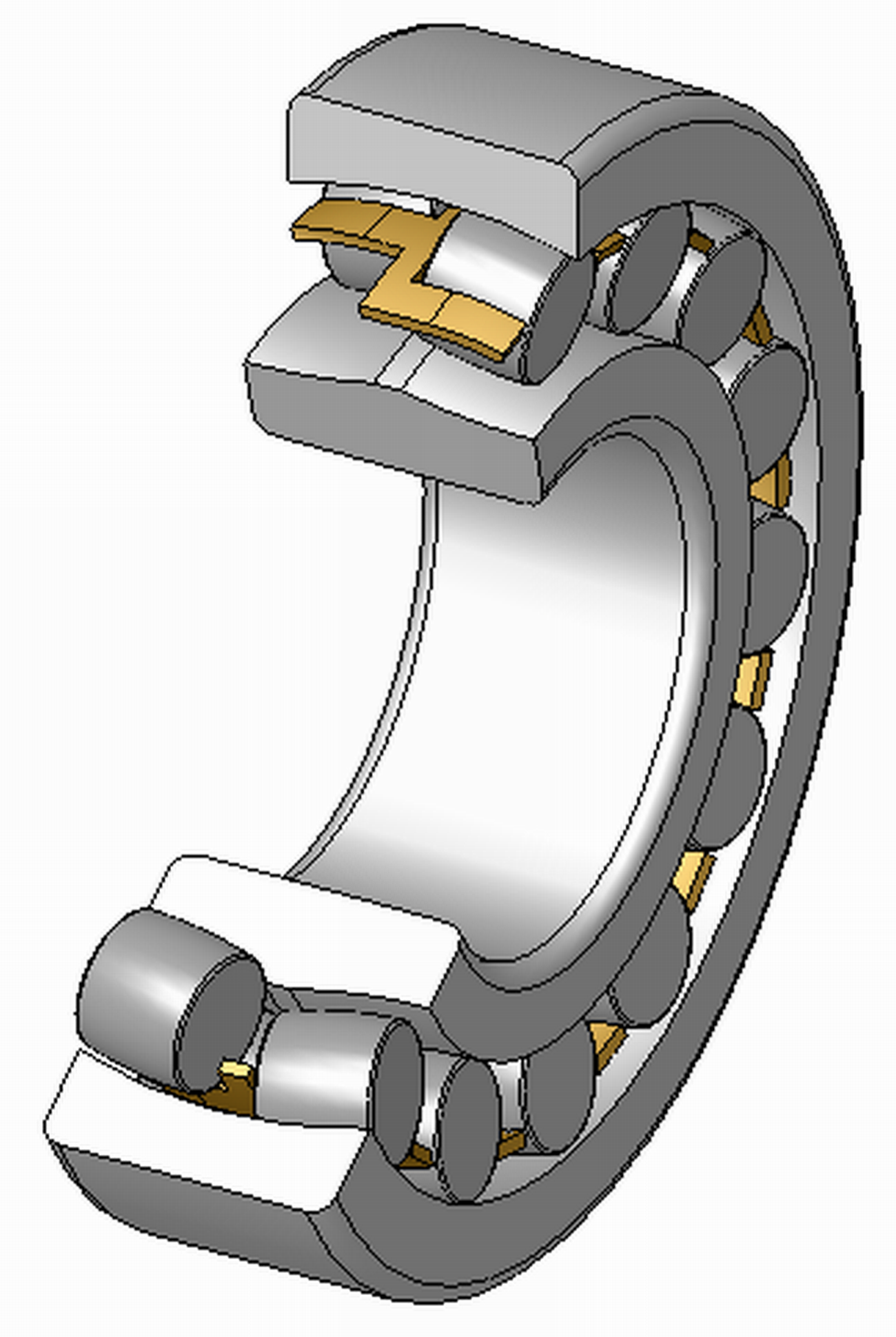
Tonlager
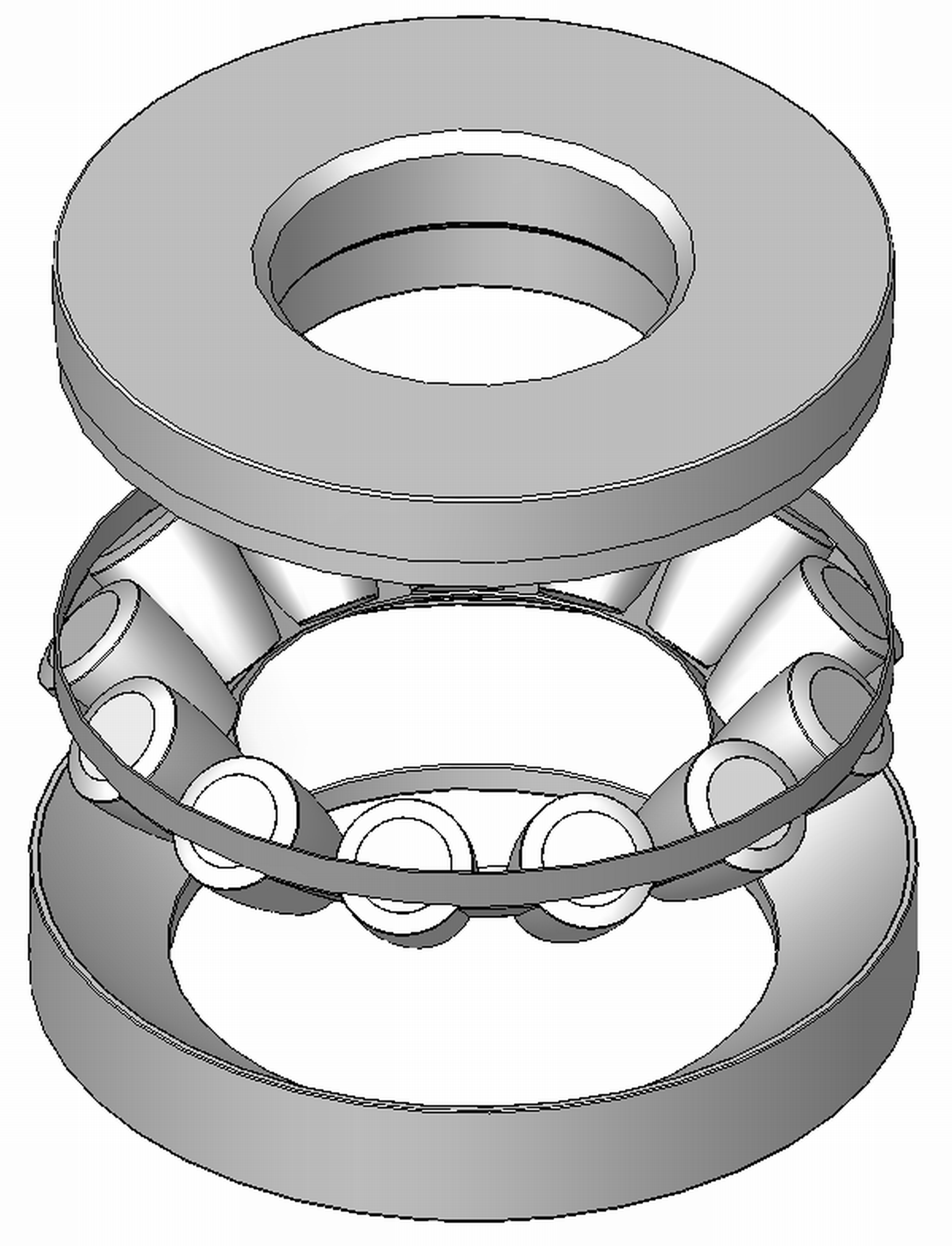
Axiaallager